# Шарлотт (Вермонт)
Шарлотт (англ. Charlotte) — місто (англ. town) в США, в окрузі Читтенден штату Вермонт. Населення — 3912 особи (2020).

## Демографія
Згідно з переписом 2010 року, у місті мешкали 3754 особи в 1419 домогосподарствах у складі 1083 родин. Було 1706 помешкань
Расовий склад населення:
| - 97,4 % — білих - 0,9 % — азіатів - 0,5 % — чорних або афроамериканців - 0,1 % — вихідців з тихоокеанських островів - 0,1 % — корінних американців |

До двох чи більше рас належало 0,8 %. Частка іспаномовних становила 1,9 % від усіх жителів.
За віковим діапазоном населення розподілялося таким чином: 25,8 % — особи молодші 18 років, 62,5 % — особи у віці 18—64 років, 11,7 % — особи у віці 65 років та старші. Медіана віку мешканця становила 44,8 року. На 100 осіб жіночої статі у місті припадало 95,3 чоловіків;  на 100 жінок у віці від 18 років та старших — 92,5 чоловіків також старших 18 років.
Середній дохід на одне домашнє господарство  становив 191 325 доларів США (медіана — 117 407), а середній дохід на одну сім'ю — 222 230 доларів (медіана — 130 296). Медіана доходів становила 78 063 долари для чоловіків та 52 174 долари для жінок. За межею бідності перебувало 0,7 % осіб, у тому числі 0,0 % дітей у віці до 18 років та 1,5 % осіб у віці 65 років та старших.
Цивільне працевлаштоване населення становило 2004 особи. Основні галузі зайнятості: освіта, охорона здоров'я та соціальна допомога — 32,2 %, науковці, спеціалісти, менеджери — 20,0 %, будівництво — 9,2 %, роздрібна торгівля — 8,8 %.